# Harry Sukman
Harry Sukman (Chicago, 2 dicembre 1912 – Palm Springs, 2 dicembre 1984) è stato un compositore statunitense di colonne sonore cinematografiche.

## Filmografia parziale

### Cinema
- Attacco alla base spaziale U.S. (Gog), regia di Herbert L. Strock (1954)
- Taxi da battaglia (Battle Taxi), regia di Herbert L. Strock (1955)
- Spionaggio atomico (A Bullet for Joey), regia di Lewis Allen (1955)
- Il grido delle aquile (Screaming Eagles), regia di Charles F. Haas (1956)
- La belva del Colorado (Fury at Showdown), regia di Gerd Oswald (1957)
- Quaranta pistole (Forty Guns), regia di Samuel Fuller (1957)
- Il boia (The Hangman), regia di Michael Curtiz (1959)
- Verboten, forbidden, proibito (Verboten!), regia di Samuel Fuller (1959)
- Il kimono scarlatto (The Crimson Kimono), regia di Samuel Fuller (1959)
- Estasi (Song Without End), regia di George Cukor e Charles Vidor (1960)
- La vendetta del gangster (Underworld U.S.A.), regia di Samuel Fuller (1961)
- I trecento di Fort Canby (A Thunder of Drums), regia di Joseph M. Newman (1961)
- Il californiano (Guns of Diablo), regia di Boris Sagal (1964)
- Dominique (The Singing Nun), regia di Henry Koster (1966)
- Tempo di terrore (Welcome to Hard Times), regia di Burt Kennedy (1967)
- Il cocktail del diavolo (If He Hollers, Let Him Go!), regia di Charles Martin (1968)

### Televisione
- Undicesima ora (The Eleventh Hour) – serie TV, 21 episodi (1962-1963)
- Cowboy in Africa – serie TV, 6 episodi (1967-1968)
- L'orso Ben (Gentle Ben) – serie TV, 10 episodi (1967-1968)
- Pericolo in agguato (Someone's Watching Me!), regia di John Carpenter – film TV (1978)
- Le notti di Salem (Salem's Lot), regia di Tobe Hooper – miniserie TV, 2 puntate (1979)

## Premi Oscar Miglior Colonna Sonora

### Vittorie
- Estasi (1961)

### Nomination
- Fanny (1962)
- Dominique (1967)